# الناحية المركزية (مقاطعة دهقان)
الناحية المركزية لمقاطعة دهقان (بالفارسية: بخش مرکزی شهرستان دهاقان) هي ناحية في مقاطعة دهقان التابعة لمحافظة أصفهان في إيران. في تعداد عام 2006م، كان عدد سكانها 34,149 نسمة في 9,550 أسرة. يوجد في الناحية مدينة واحدة: دهقان ويوجد فيها ثلاثة أقسام ريفية: Hamgin Rural District, Musaabad Rural District, and Qombovan Rural District.